# Cantó d'Ussel Oest
El cantó d'Ussel Oest és un cantó francès al districte d'Ussel del departament de la Corresa. Inclou completament quatre municipis: Chava Ròcha, Linhares, Sent Angiau, Sent Pardós lo Vielh i part del d'Ussèl.
| Data d'elecció                           | Identitat       | Partit | Qualitat |
| ---------------------------------------- | --------------- | ------ | -------- |
| 1985-2004                                | Aimée Vallat    | RPR    |          |
| 2004-                                    | Martine Leclerc | PS     |          |
| les dades anteriors no són pas conegudes |                 |        |          |
|                                          |                 |        |          |

| 1962 | 1968 | 1975 | 1982 | 1990 | 1999 | 2006  |
| ---- | ---- | ---- | ---- | ---- | ---- | ----- |
| -    | -    | -    | -    | -    | -    | 5.936 |